# Ricinocarpos glaucus
Ricinocarpos glaucus là một loài thực vật có hoa trong họ Đại kích. Loài này được Endl. miêu tả khoa học đầu tiên năm 1837.